# Victoria Cougars (WHL)
Victoria Cougars byl kanadský juniorský klub ledního hokeje, který sídlil ve Victorii v provincii Britská Kolumbie. V letech 1971–1994 působil v juniorské soutěži Western Hockey League. Zanikl v roce 1994 přestěhováním do Prince George, kde byl vytvořen tým Prince George Cougars. Své domácí zápasy odehrával v hale Victoria Memorial Arena. Klubové barvy byly modrá, červená, zlatá a bílá.
Nejznámější hráči, kteří prošli týmem, byli např.: Greg Adams, Murray Bannerman, Len Barrie, Alexandr Bojkov, Mel Bridgman, Rich Chernomaz, Geoff Courtnall, Russ Courtnall, Paul Cyr, Grant Fuhr, Rick Lapointe, Mike Leclerc, Chris Mason, Jim McKenzie, Barry Pederson nebo Gordie Roberts.

## Úspěchy
- Vítěz WHL ( 1× )
  - 1980/81

## Přehled ligové účasti
Zdroj: 
- 1971–1978: Western Canada Hockey League (Západní divize)
- 1978–1994: Western Hockey League (Západní divize)